# エチルマルトール
エチルマルトール（Ethyl maltol）は香料として用いられる有機化合物で、マルトールのメチル基をエチル基に置換した構造を持つ。IUPAC名は2-エチル-3-ヒドロキシ-4-ピラノン（2-Ethyl-3-hydroxy-4-pyranone）で、その他に2-Ethyl pyromeconic acid、2-ethyl-3-hydroxy-4-pyroneとも呼ばれる。CAS番号は[4940-11-8]。
常温では結晶で、極性溶媒に溶ける。天然にはないが、糖類を熱分解したとき（カラメル等）に似た甘い香りがあり、これらに含まれるマルトールやイソマルトールよりはるかに強い。また毒性はないので、食品添加物として用いられる。